# Påsk
Påsken är den största högtiden under det kristna kyrkoåret och firas till minne av att Jesus enligt Nya Testamentet led, dog och uppstod för att var och en som tror på honom skulle bli förlåten för sina synder och få evigt liv. Den kristna påsken är till sin natur, både genom händelser och tidpunkten när den infaller, kopplad till den judiska pesach, vilken firas till minne av Gamla Testamentets berättelser om judarnas uttåg ur Egypten efter år av slaveri. Högtidens svenska namn kommer också från dess hebreiska namn "פֶּסַח" (pesach), vilket betyder "passera" eller "gå förbi" och tydligast pekar på den judiska innebörden av högtiden. Det engelska ordet easter och tyskans Ostern kommer av den germanska fruktbarhetsgudinnan Ēostre, där den kristna påsken tog över tidigare hedniska vårfiranden (jämför med jul).
Gemensamma regler inom kristendomen för att bestämma vilken kalenderdag påskdagen infaller på anses av tradition ha uppstått vid det första konciliet i Nicaea år 325. Regeln säger att påskdagen infaller den första söndagen efter den första ecklesiastiska fullmånen som infaller på eller efter 21 mars. I Sverige har samma regler använts för att bestämma när påsken infaller sedan 1844. Påskhelgen består av skärtorsdagen, långfredagen, påskafton, påskdagen och annandag påsk. Veckan före påskhelgen kallas stilla veckan och veckan efter påskveckan.
I hela den kristna världen är påsken en familjehögtid där dekorerade påskägg är ett tema. Ägg är en förkristen symbol för livets återfödelse under våren, och är mycket ovanligt i gudstjänstlokaler, men har även tolkats som symbol för Kristi pånyttfödelse och för den tomma graven. Ätandet av ägg var dessutom en följd av den ansamlade mängden ägg under fastan som i kristen tradition firas 40 dagar före påsken. Inom protestantisk (ursprungligen tysk) tradition berättas sagor om att påskharen har placerat ut påskägg fyllda med godis till barn som har varit snälla, och som barnen får leta efter. I vissa länder dekoreras hemmet med påskris, i Sverige med fjädrar. I Sverige och Finland klär barn ut sig till påskkärringar och knackar på hos grannar för att be om godis. I Finland är memma och pasha traditionella påskrätter. I Österbotten har det varit tradition att tända stora påskbrasor på påsklördagen.

## Pesach-högtiden

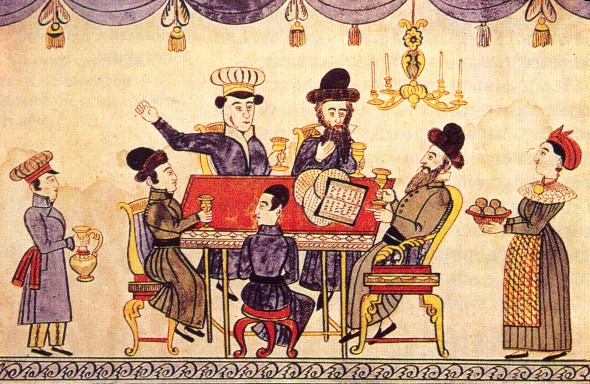
Pesachmåltid med det osyrade brödet matza på bordet. Illustration från Ukraina 1800-tal.

Den judiska högtiden pesach har sitt ursprung i det osyrade brödets högtid då man åt osyrat (ojäst) bröd i skördeperiodens början och herdarnas våroffer då varje familj åt av ett lamm. Dessa fester har kommit att knytas till berättelser om uttåget ur Egypten (cirka 1500-talet f.Kr.), den natt då enligt judisk tradition påsklammet slaktades och dödsängeln skonade Israels folk. Ända fram till templets fall år 70 e.Kr. slaktade man lamm i Jerusalems tempel, och dessa åts under en nattlig måltid. Idag har påsklammet ersatts med den så kallade seder-måltiden, där de olika rätterna har symbolisk betydelse och där den yngste sonen ställer frågor om högtiden som fadern besvarar. Under Pesach äter man endast osyrat bröd, matza, eftersom man vid flykten från Egypten inte hann låta brödet jäsa, och högtiden kallas även "det osyrade brödets högtid". I Gamla Testamentet, andra Moseboken 12:17-18, står:
Ni skall fira det osyrade brödets högtid, därför att det var just den dagen som jag förde era härar ut ur Egypten. I släkte efter släkte skall det vara en oföränderlig ordning att ni firar denna dag. Från kvällen den fjortonde dagen i första månaden till kvällen den tjugoförsta dagen skall ni äta osyrat bröd.

## Påskhögtiden

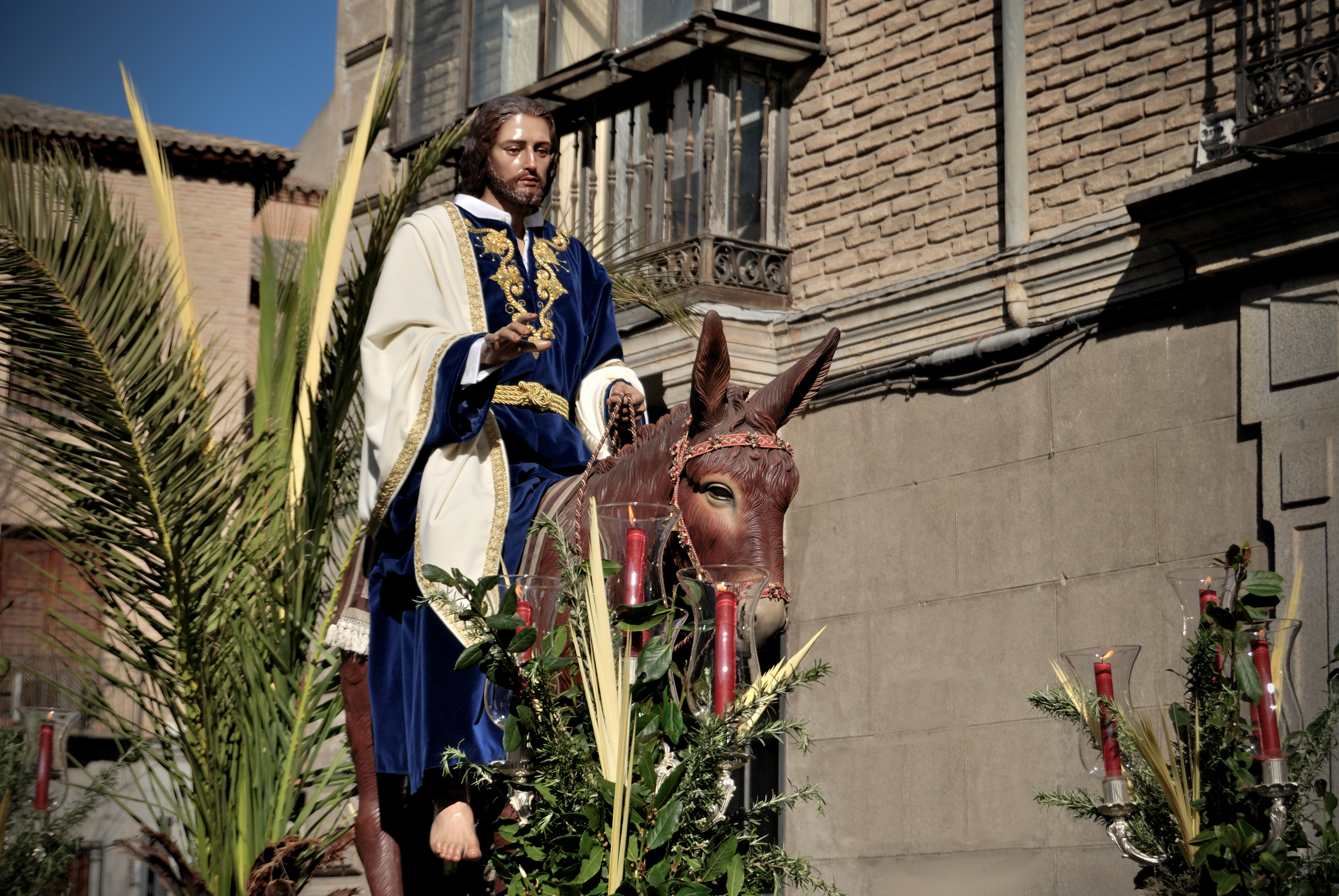
Jesus intåg i Jerusalem. Procession i Toledo, Spanien (2010).

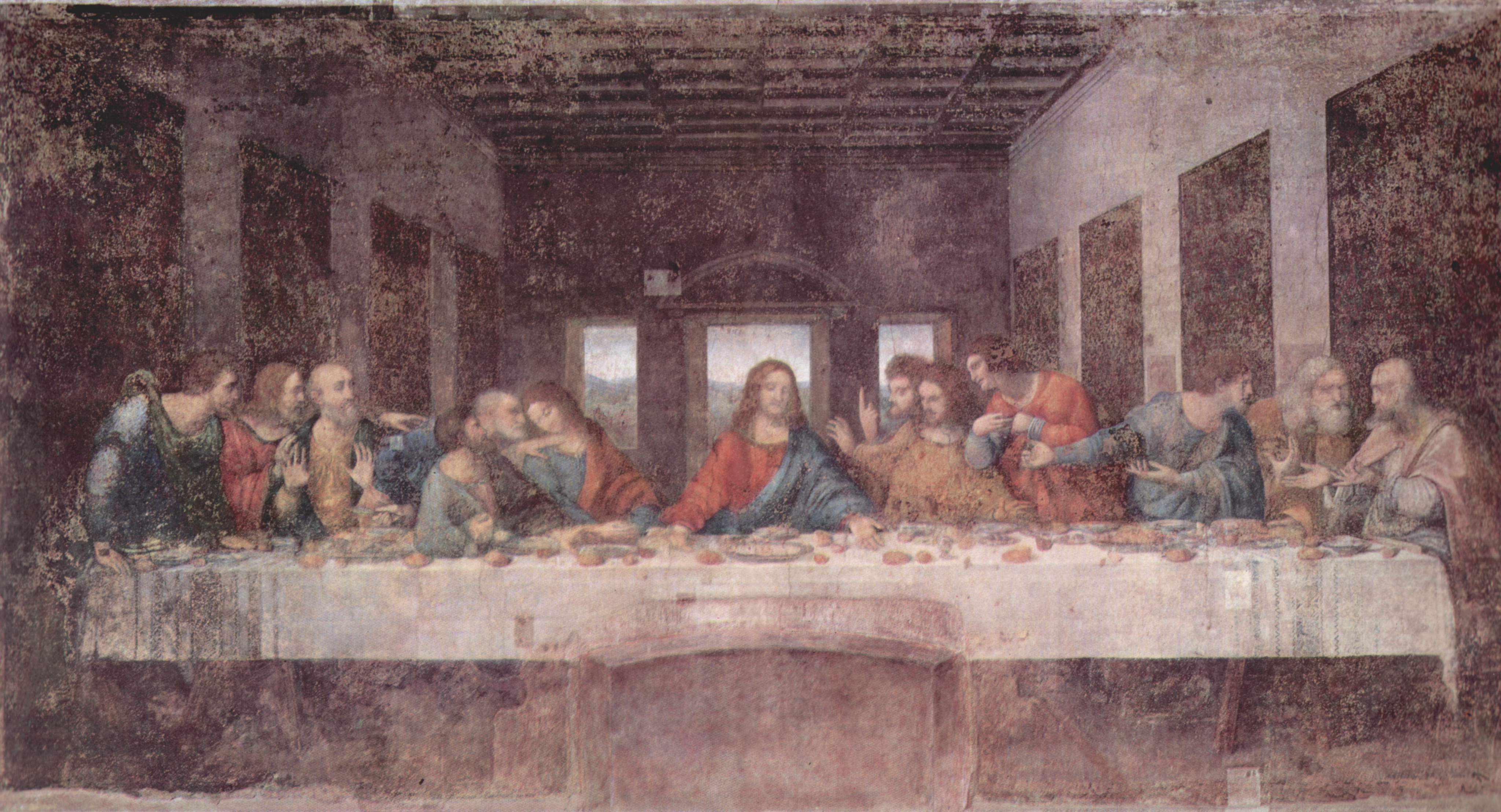
Nattvarden i fresk av Leonardo da Vinci (1498).

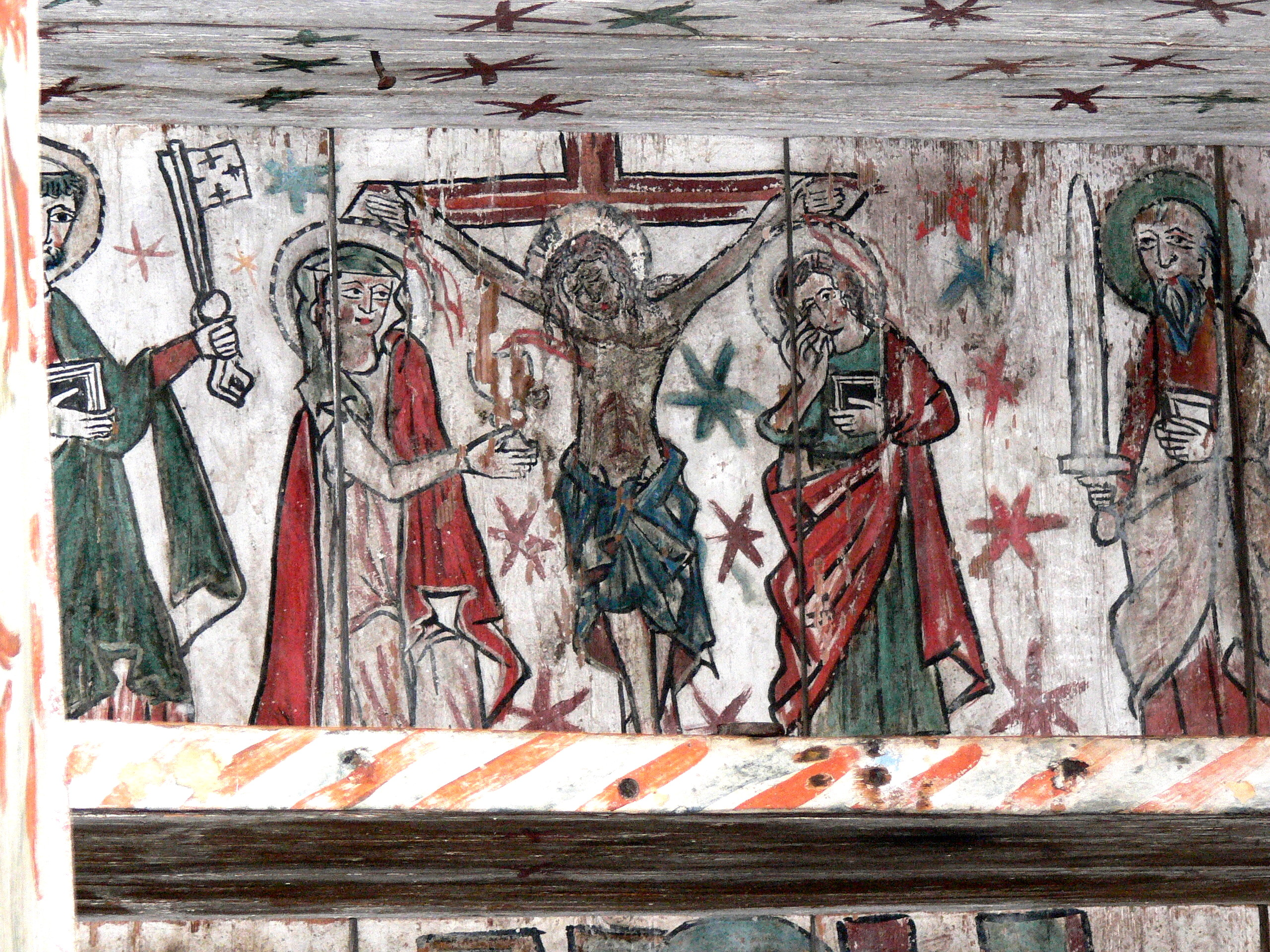
Jesu korsfästelse, Ekeby kyrka, Gotland, 1200-talet.

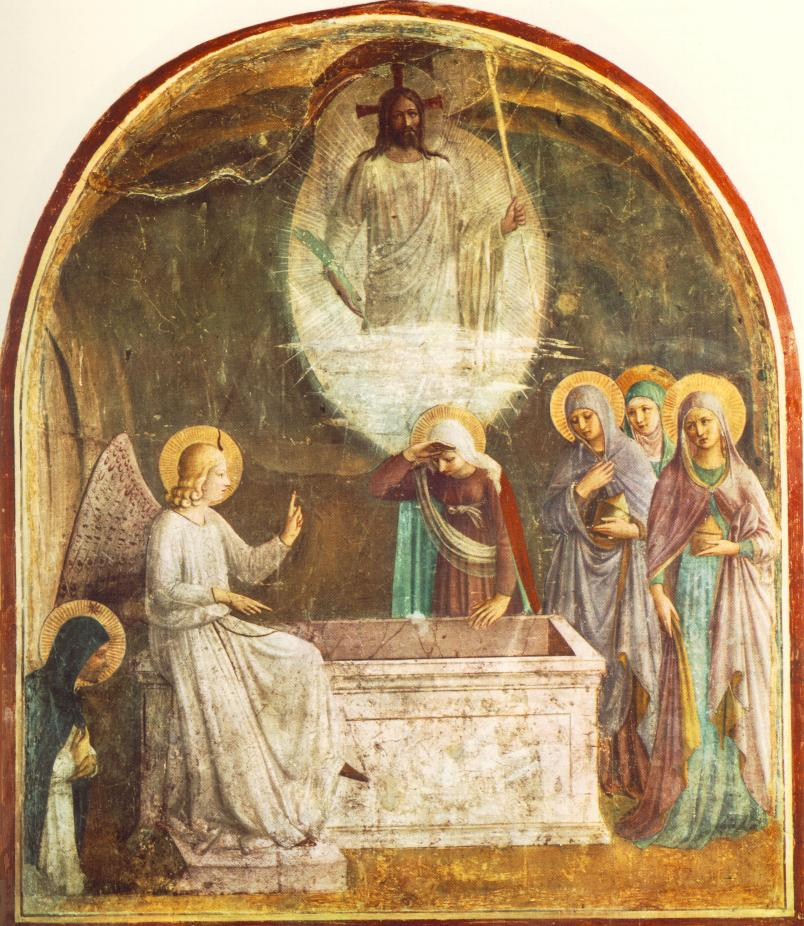
Jesu uppståndelse; Kvinnorna vid graven. Fresk av Fra Angelico, Florens, 1440.

Det var under den judiska Pesach-högtiden som Jesus från Nasaret red in i Jerusalem. Inom kristendomen firas påsken till minne av Jesu lidande, död och uppståndelse, samt till de tal han höll. Firandet föregås av den så kallade stilla veckan vilken börjar med palmsöndagen, dymmelonsdagen, skärtorsdagen och långfredagen och slutar med påskafton. Påskveckan inleds med påskdagen. De motsvarar Jesus sista dagar från hans intåg i Jerusalem till och med hans död på korset och uppståndelsen.
Den viktigaste gudstjänsten är av tradition påsknattens, då också dop eller doplöftesförnyelse kan äga rum (den har återinförts i den romersk-katolska kyrkan och i många andra kyrkor under 1900-talet). Gudstjänsterna under påsken innehåller det liturgiska firandet av att Jesus från Nasaret, Jesus Kristus, efter döden på korset påstås ha uppstått från de döda. Denna övertygelse är en gemensam och grundläggande bas i trossystemet för de rörelser som bekänner sig till Kristus och till kristendomen. Tron på treenighetsläran, det vill säga att Fadern, Sonen och Anden är ett enda väsen är en doktrin med mycket stor utbredning bland de kristna kyrkorna, men det finns även rörelser som betecknar sig själva som kristna och som inte delar denna tro (jämför med antitrinitarism).

### Bibeltexter
- Palmsöndagen – Intåget i Jerusalem, Matt 21: 6-11, (Sakarja 9:9-10 ca 500 f.Kr.)
Lärjungarna gick bort och gjorde så som Jesus hade sagt åt dem. De hämtade åsnan och fölet och lade sina mantlar på dem, och han satt upp. Många i folkmassan bredde ut sina mantlar på vägen, andra skar kvistar från träden och strödde dem på vägen. Och folket, både de som gick före och de som följde efter, ropade: "Hosianna Davids son! Välsignad är han som kommer i Herrens namn. Hosianna i höjden!" När han drog in i Jerusalem blev det stor uppståndelse i hela staden, och man frågade: "Vem är han?" Och folket svarade: "Det är profeten Jesus från Nasaret i Galileen."
- Skärtorsdagen – Den sista måltiden (nattvarden), Matt 26:26-28.
Medan de åt tog Jesus ett bröd, och efter att ha läst tackbönen bröt han det, gav åt sina lärjungar och sade: "Tag och ät, detta är min kropp." Och han tog en bägare, och efter att ha tackat Gud gav han den åt dem och sade: "Drick av den alla. Detta är mitt blod, förbundsblodet som blir utgjutet för många till syndernas förlåtelse.”
- Långfredagen – Jesu korsfästelse, Joh 19:17-19.
Han bar själv sitt kors ut till den plats som kallas Skallen, på hebreiska Golgota. Där korsfäste de honom tillsammans med två andra, en på var sida med Jesus i mitten. Pilatus hade också låtit skriva ett anslag som sattes upp på korset, och där stod: Jesus från Nasaret, judarnas konung.
- Påskdagen – Jesu uppståndelse, Matt 28:1-15.
Efter sabbaten, i gryningen den första veckodagen, kom Maria från Magdala och den andra Maria för att se på graven. Då blev det ett kraftigt jordskalv, ty Herrens ängel steg ner från himlen och kom och rullade undan stenen och satte sig på den. Hans utseende var som blixten och hans kläder vita som snö. Vakterna skakade av skräck för honom och blev liggande som döda. Men ängeln sade till kvinnorna: "Var inte rädda. Jag vet att ni söker efter Jesus, som blev korsfäst. Han är inte här, han har uppstått, så som han sade. Kom och se var han låg. Skynda er sedan till hans lärjungar och säg till dem: ’Han har uppstått från de döda, och nu går han före er till Galileen. Där skall ni få se honom.’ Nu har jag sagt er detta." De lämnade genast graven, och fyllda av bävan och glädje sprang de för att berätta det för hans lärjungar. Då kom Jesus emot dem och hälsade dem, och de gick fram, grep om hans fötter och hyllade honom. Men Jesus sade till dem: "Var inte rädda. Gå och säg åt mina bröder att bege sig till Galileen. Där skall de få se mig."

## Tidpunkten för firandet

### Kyrklig tradition

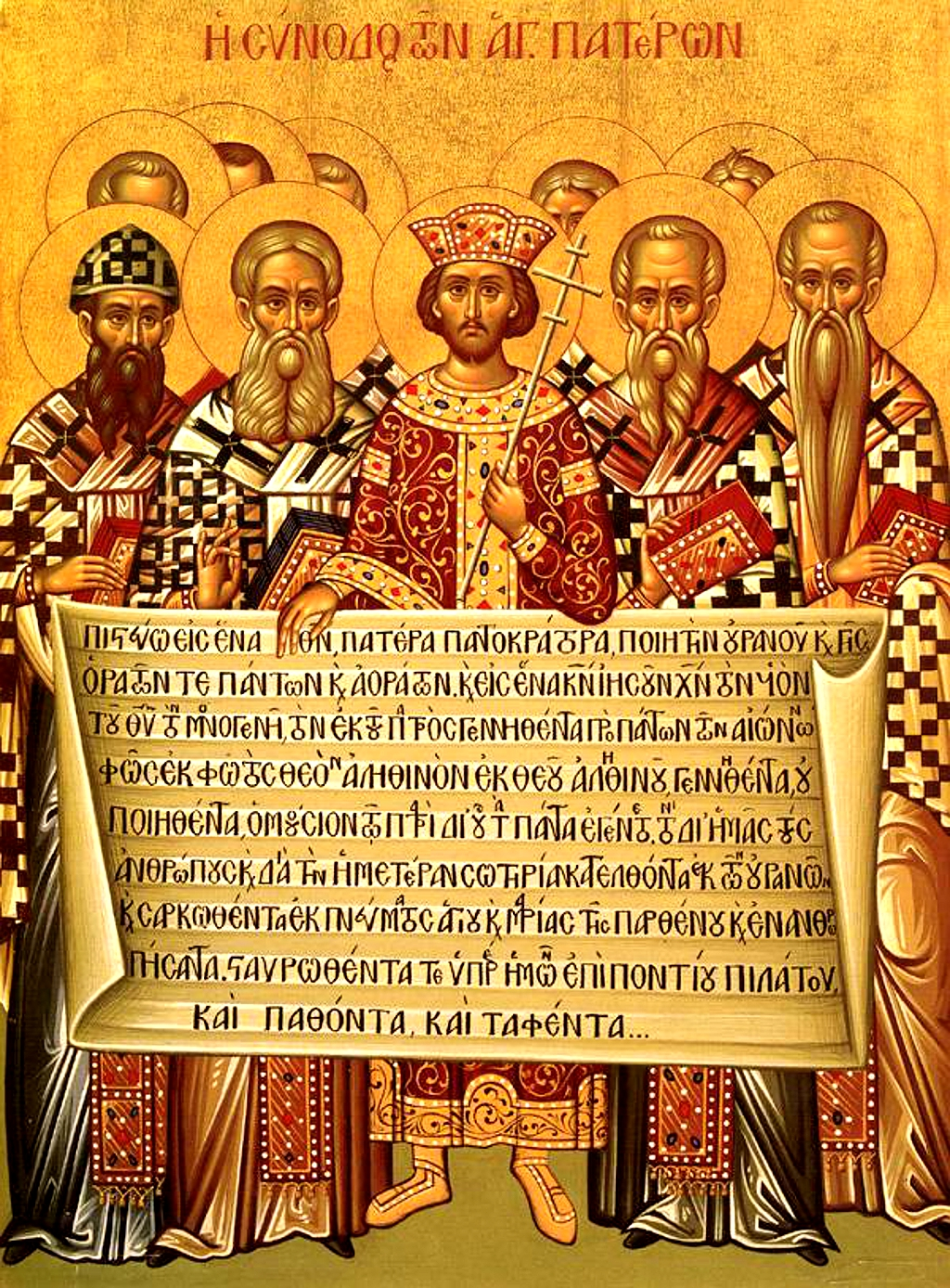
Kejsar Konstantin och kyrkofäderna från det första konciliet i Nicaea, 325.

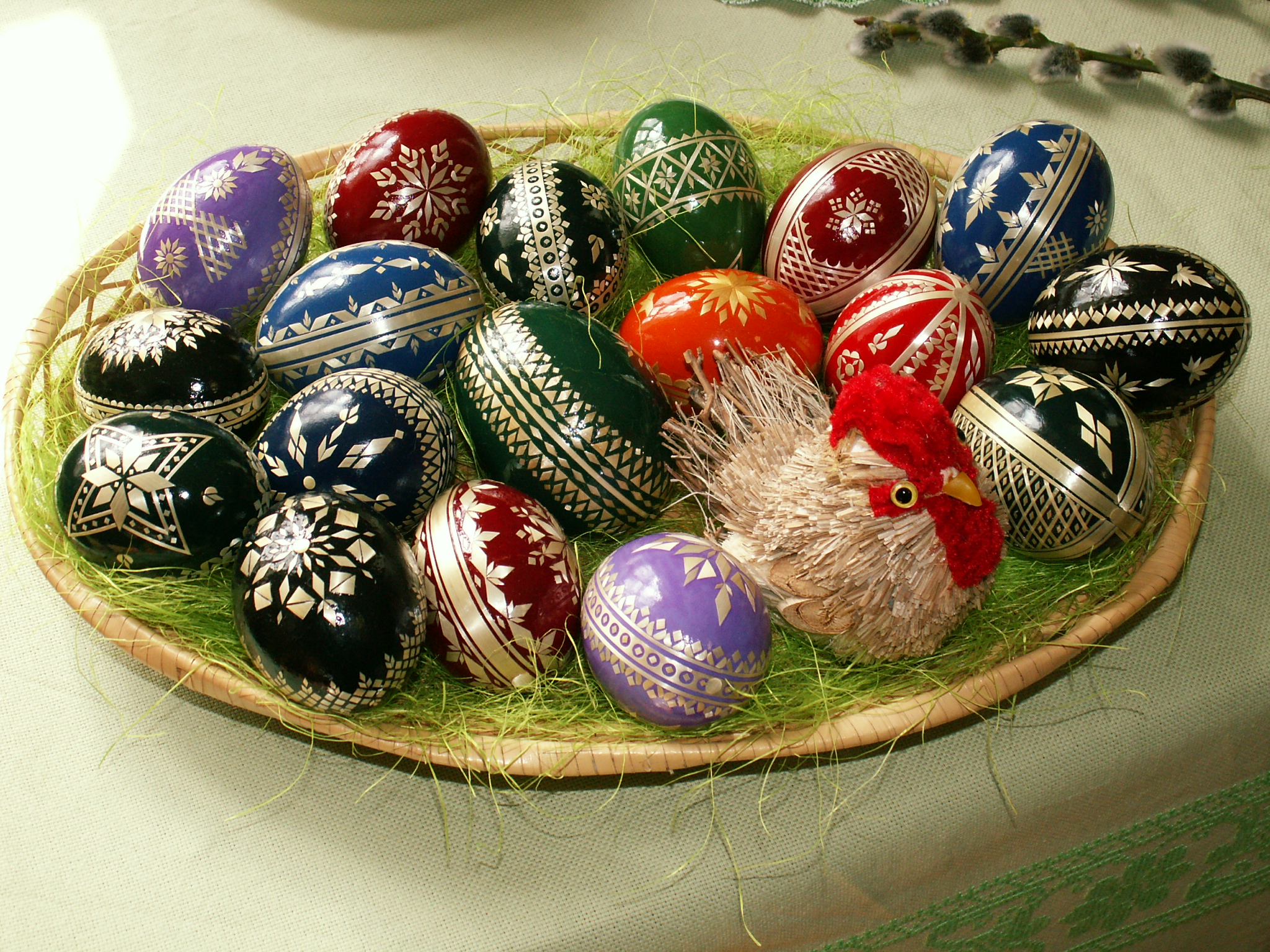
Dekorerade påskägg är en gammal tradition och en vanligt förekommande symbol för påskfirande.

Enligt den judiska kalendern, som är en lunisolarkalender, firas högtiden pesach den 14:e dagen i vårmånaden Nisan, när det blir fullmåne. De kristna började snart att flytta påskfirandet till påföljande söndag, den dag de menar att Jesus uppstod. Ofta hänvisar man till att det vid det första konciliet i Nicaea år 325 skulle ha beslutats om att påskdagen skall infalla första söndagen efter första fullmånen efter vårdagjämningen, men detta finns dock inte bevarat i de protokoll som finns efter kyrkomötet. Eftersom vårdagjämningen kan infalla på olika kalenderdatum beroende på vilken tidszon man befinner sig i är det 21 mars som används för att beräkna påsken. På samma sätt är det inte den astronomiska fullmånen som används utan en fullmåne som beräknas med hjälp av tabeller (kallas den ecklesiastiska fullmånen). Alltså infaller påskdagen på söndagen närmast efter den ecklesiastiska fullmåne som infaller på eller efter 21 mars. Denna regel gäller bland annat i svensk lagstiftning och kalenderproduktion.
I de katolska länderna införde man 1582 den gregorianska kalendern, vilket innebar att man lämnade den gamla julianska kalendern som gällt dittills. Även vissa av de ortodoxa kyrkorna övergav efterhand den julianska kalendern till förmån för den nya ordningen, men de flesta nationella kyrkorna inom ortodoxin var så kallade gammalkalendarister, och för kyrkoenhetens skull beslöts att alla ortodoxa kyrkor skulle fira påsken efter juliansk kalender. Efterhand bytte under 1600- och 1700-talen även de nationella protestantiska kyrkorna i västra Europa till den nya katolska kalendern och resultatet har blivit att påsken i de östliga ortodoxa kyrkorna vanligen infaller på annat datum än i de västliga kyrkorna.
I Sverige bytte man kalender från den gamla stilen till den nya stilen 1753, vilket i praktiken innebar ett byte från den julianska till den gregorianska kalendern, men man hade under åren 1700–1712 en kalender som gick en dag före den Julianska. Beräkningen av påskdagen kompliceras inte bara av detta, utan också av att man under åren 1740–1844 inte använde de ovan beskrivna reglerna utan utgick från den astronomiskt bestämda vårdagjämningen och fullmånen. För detaljer och tabeller över när påsken infaller se Påskdagen. Enligt nuvarande sätt att beräkna påskdagens datum infaller den tidigast den 22 mars och senast den 25 april. Senast påskdagen inföll 22 mars var 1818, och nästa gång blir 2285. Senast påskdagen inföll 25 april var 1943, och nästa gång blir 2038.

### Lagstiftning
Den 3 augusti 1928 antog Storbritannien lag som slog fast att påsken skulle infalla den andra söndagen efter den första lördagen i april. Denna lag togs aldrig i bruk. Flera australiska delstater stadgade 1928–1929 lagar med samma beräkningssätt för påskdatumet.

## Icke-religiöst påskfirande
Påskhögtiden har i en del andra länder, liksom julen och andra högtider, förlorat mycket av sitt religiösa innehåll och blivit en sekulariserad familjehögtid där gammal folktro och kristna traditioner blandas.

## Övrigt
Förnamnet Pascal, särskilt vanligt i fransktalande länder, är bildat av pascha, det latinska ordet för "påsk"; den latinska formen av namnet är Paschalis. Ursprungligen gavs det till pojkar som fötts under påsken.